# Лаба Михайло Михайлович
Михайло Михайлович Лаба (нар. 29 жовтня 1975, с. Тур'я Поляна, Перечинський район, Закарпатська область) — український політик, голова Невицької сільської ради Ужгородського району. Народний депутат України 9-го скликання.

## Життєпис
У 2008 році закінчив Ужгородський національний університет (спеціальність «Правознавство»). Спеціаліст з права.
- Березень 1998 — березень 2002 — депутат Невицької сільради[3].
- Березень 2002 — березень 2006 — депутат Ужгородської райради, член бюджетної комісії та комісії з питань транспорту і підприємництва Ужгородської РДА[3].
- Березень 2006 — жовтень 2010 — депутат Ужгородської райради, секретар бюджетної комісії, член президії районної ради, голова фракції «Народна» (Народна партія)[3].
- 2008—2010 — помічник народного депутата України[3].
- З листопада 2010 року — Невицький сільський голова[3].

Президент Всеукраїнської асоціації органів місцевого самоврядування «Асоціація сільських, селищних рад та об'єднаних громад України».
Кандидат у народні депутати від партії «Слуга народу» на парламентських виборах 2019 року (виборчий округ № 70, Великоберезнянський, Воловецький, Міжгірський, Перечинський, Свалявський райони, частина Мукачівського району). На час виборів: Невицький сільський голова, проживає в с. Невицьке, Ужгородського району Закарпатської області. Безпартійний.
Член Комітету Верховної Ради України з питань бюджету.

## Скандали
22 липня 2025 року проголосував за проєкт закону 12414, що обмежує Національне антикорупційне бюро України та Спеціалізовану антикорупційну прокуратуру. Закон викликав хвилю антикорупційних протестів.
Одружений.
У квітні 2023 став одним з ініціаторів скандального законопроекту №9223[42], що пропонував криминалізувати критику влади у соціальних мережах (поширення "фейків").